# Georg Henrik von Wright
Georg Henrik von Wright (14 de junho de 1916 – 16 de junho de 2003) foi um filósofo finlandês que sucedeu a Ludwig Wittgenstein como professor da Universidade de Cambridge. Ele publicou em inglês, alemão, finlandês, e sueco. Era descendente de escoceses.
Os escritos de Von Wright enquadram-se em duas grandes áreas da filosofia. A primeira é a filosofia analítica e lógica na tradição anglo-americana. Seus livros de 1951, “An Essay in Modal Logic” (“Um Ensaio em Lógica Modal”) e “Deontic Logic” (“Lógica Deôntica”) são referências fundamentais no desenvolvimento, no pós-guerra, da lógica modal formal (e sua versão deôntica). Era uma autoridade sobre  Wittgenstein, tendo organizado para publicação  suas obras póstumas. Foi também  figura líder da filosofia finlandesa de sua época, especializando-se em lógica, analítica, filosofia da linguagem, filosofia da mente, e no pensamento de Charles Sanders Peirce.
A outra área a que se dedicou  é a moral, abordada com um certo pessimismo. Durante os últimos vinte anos de sua vida, sob a influência de Oswald Spengler, Jürgen Habermas, e das reflexões da Escola de Frankfurt sobre a racionalidade moderna, ele escreveu prolificamente. Myten om framsteget (“O Mito do Progresso”) é o seu artigo mais conhecido deste período, onde questiona se o nosso aparente progresso tecnológico e material pode realmente ser considerado “progresso”.
No último ano de sua vida recebeu o título de honoris causa da Universidade de Bergen.

## Obra
- The Logical Problem of Induction, tese de doutorado, 31 de maio de1941.
- Den logiska empirismen (Empirismo Lógico), em sueco, 1945;
- Über Wahrscheinlichkeit (Sobre a Probabilidade), em alemão, 1945;
- An Essay in Modal Logic, 1951.
- A Treatise on Induction and Probability, 1951.
- Deontic Logic, 1951.
- Tanke och förkunnelse (Thought and Preaching), in Swedish, 1955.
- Logical Studies, 1957.
- Logik, filosofi och språk (Lógica, filosofia e linguagem), em sueco, 1957.
- «The Varieties of Goodness». , 1963. (1958-60 Gifford Lectures na Universidade de St Andrews). Ele considera essa a sua melhor e mais pessoal obra.
- «Norm and Action». , 1963 (1958-60 Gifford Lectures, St. Andrews).
- The Logic of Preference, 1963.
- Essay om naturen, människan och den vetenskaplig-tekniska revolutionen (Ensaio sobre a natureza, o homem e a revolução científica-tecnológica), em sueco, 1963.
- An Essay in Deontic Logic, 1968.
- Time, Change and Contradiction, 1969.
- Tieteen filosofian kaksi perinnettä (As Duas Tradições da Filosofia da Ciência), em finlandês, 1970.
- Explanation and Understanding, 1971.
- Causality and Determinism, 1974.
- Handlung, Norm und Intention (Ação, Norma, e Intenção), em alemão, 1977.
- Humanismen som livshållning (Humanismo como uma abordagem à vida), em sueco, 1978.
- Freedom and Determination, 1980.
- Wittgenstein, 1982.
- Philosophical Papers I-III, 1983-1984.
- Filosofisia tutkielmia (Dissertações filosóficas), em finlandês, 1985.
- Vetenskapen och förnuftet (Ciência e Razão), em sueco, 1986.
- Minervan Pöllö (A Coruja de Minerva), em finlandês, 1991.
- Myten om framsteget (O Mito do Progresso), em sueco, 1993.
- The Tree of Knowledge, 1993.
- Att förstå sin samtid (Para compreender o tempo de alguém), em sueco, 1994.
- Six Essays in Philosophical Logic, 1996.
- Viimeisistä ajoista. Ajatusleikki (Sobre o fim dos tempos. Um experimento mental), em finlandês, 1997.
- Logiikka ja humanismi (Lógica e humanismo), em finlandês, 1998.
- In the Shadow of Descartes, 1998.
- Mitt liv som jag minns det (Minha vida como eu a recordo), em sueco, 2001.

Obras de Wittgenstein que von Wright ajudou a editar, publicadas pela editora Blackwell exceto quando constar o nome de outra editora:
- 1961. Notebooks 1914-1916.
- 1967. Zettel.
- 1969. On Certainty.
- 1971. ProtoTractatus—An Early Version of Tractatus Logico- Philosophicus. Cornell University Press.
- 1973. Letters to C.K. Ogden with Comments on the English Translation of the Tractatus Logico-Philosophicus.
- 1974. Letters to Russell, Keynes and Moore.
- 1978 (1956). Remarks on the Foundations of Mathematics.
- 1980. Remarks on the Philosophy of Psychology. Vols 1,2.
- 1980. Culture and Value.
- 1982. Last Writings on the Philosophy of Psychology, Vol. 1. Vol. 2, 1992.